# Vallesia
Vallesia es un género con 20 especies de plantas de flores perteneciente a la familia Apocynaceae. Es originario de América tropical desde el S. de Florida, México y las Antillas hasta el norte de Argentina.

## Descripción
Son arbustos o árboles pequeños que alcanzan un tamaño de hasta 20 m de altura, con látex blanco. Tallos jóvenes ligeramente angulares, volviéndose teretes con la edad; líneas o crestas interpeciolares conspicuas. Hojas alternas, glabras o pelosas, submembránaceas a coriáceas, con una glándula estipular axilarmente; márgenes enteros y frecuentemente revolutos; nervaduras secundarias unidas cerca del margen en una serie de rizos o curvas. Inflorescencias axilares, cimosas, con pocas a muchas flores; pedúnculos la mayoría alargados; brácteas pequeñas. Flores corta a largamente pediceladas; bractéolas ovadas, aproximadamente a la mitad del pedicelo; cáliz persistente, los lobos 5, ovados, quincuncialmente imbricados, basalmente carentes de glándulas por dentro; corola hipocraterimorfa, blanca a color crema, los lobos sinistrorsamente convolutos en el botón, reflexos en la antesis; estambres insertados en la mitad del tubo de la corola o más arriba, las anteras lanceoladas, subsésiles; ovario apocárpico, glabro, el ápice redondeado, el estilo terete con una cabezuelaestigmática ligeramente engrosada. Fruto compuesto por una drupa opalescente única (por aborto) o por un par; semillas oblongas.

## Taxonomía
El género fue descrito por Ruiz & Pav. y publicado en Florae Peruvianae, et Chilensis Prodromus 2: 26. 1794. La especie tipo es: Vallesia dichotoma

## Especies
- Vallesia antillana
- Vallesia aurantiaca
- Vallesia baileyana
- Vallesia conzattii
- Vallesia cymbaefolia
- Vallesia flexuosa
- Vallesia glabra
- Vallesia hypoglauca
- Vallesia laciniata
- Vallesia macrocarpa
- Vallesia mexicana
- Vallesia montana
- Vallesia pubescens
- Vallesia sinaloensis
- Vallesia spectabilis
- Vallesia vaupesana